# Vero Centre
Vero Centre — найвищий хмарочос Нової Зеландії, розташований в Окленді. Висота 38-поверхового будинку становить 167 метрів, з урахуванням антени 170 метрів. Будівництво було завершено в 2000 році. 
В будинку розташовані офіси, гімнастичний зал, магазини та оздоровчий клуб. 
Хмарочос отримав декілька нагород у галузі енергоефективності таких як  RICS International Award for Building Efficiency and Regeneration в 2001 та  EnergyWise Award в 2004.